# 等高線

一张带有颜色的等高线图

等高线指的是地形图上高程相等的各点所连成的闭合曲线，是等值线的一种特殊形式。在等高线上标注的数字为该等高线的海拔高度。等高线按其作用不同，可分为首曲线、计曲线、间曲线与助曲线四种。除地形图之外，等高线也见于俯视图、阴影图等形式。
用於海、湖泊的等高線，稱為等深線。
等高线是通过连接地图上的海拔高度相同的点得到的。等高线一般不相交，但有时可能会重合。在同一等高线上的各点高度相同。在等高线稀疏的地方，坡度较缓；而在等高线稠密的地方，坡度较陡。

## 历史
最早的等高线地形图起源于等深线地形图。1728年荷兰工程师克鲁基最先用等深线法来表示河流的深度和河床状况，后来又把它应用到表示海洋的深度。1737年，布歇用同样的方法表示英吉利海峡的深度。1799年杜庞-特里尔用等高线绘制了法国地图，是目前所能看到的第一张大型陆地区域地图。1840年代，英国陆军测量局开始规范化地采用等高线地图描绘英国和爱尔兰地图，欧洲其他国家也开始采用等高线法。 
1873年江南制造总局翻译出版的《行军测绘》中首次介绍了等高线，称之为平剖面线，等高线法称为几何之法。1876江南制造总局翻译出版的另一本书《测绘地图》中也把等高线译为平剖面线。1886年出版的《地志启蒙》中，则把等高线称为等高界线。1920年之后出版的地理地图类书籍中，等高线的叫法有多种，如水平曲线、等高曲线、曲线式、等高线等。

## 类型

等高线的绘制方法
上方为近似的实际地形，下方为绘制出的等高线图

北冰洋地图中绘制出了7月时10℃等温线 (图中红线)

### 等高度线（等深度线）
等高度线及等深度线是最常见的等高线。将海拔高度相等的各点用曲线或折线连接就能得到等高度线。它一般能反映一片区域的整体地势情况。
線越密集代表高度落差大，所以坡度較陡。而越稀疏則越平緩。

### 等温度线
等温度线（简称等温线）可以显示一个地区整体的温度范围分布。
在等温度线稠密的地方，温差较大。

### 等气压线

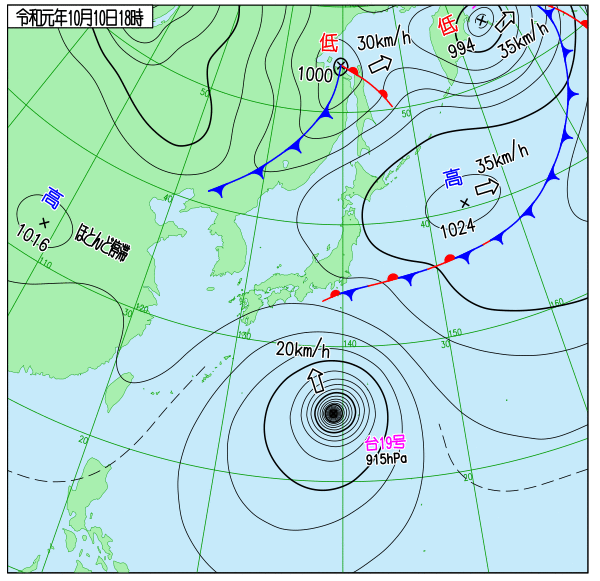
2019年10月10日的等气压线图，颱風海貝思正靠近日本

等气压线用于反映一个地区的气压分布与高低，可用于记录或预测台风。

### 等降水量线
等降水量线又叫等雨量线、等雨线，用于表示一定区域内降水的多少，主要用于气象学。